# Les Songes et les Sorts
Les Songes et les Sorts est un essai de Marguerite Yourcenar paru en 1938 aux éditions Grasset.

## Résumé
Marguerite Yourcenar propose une étude sur les rêves avant de donner, à titre d'illustrations et à mi-chemin du récit et du poème en prose, un choix de vingt-deux songes.

## Éditions
- Les Songes et les Sorts, éditions Grasset, 1938.